# Östtysklands väpnade styrkor

Östtysklands flagga

Östtysklands väpnade styrkor (ty: Bewaffnete Organe der DDR) var en övergripande beteckning för Tyska Demokratiska Republikens strids- och säkerhetskrafter.

## Tysklands socialistiska enhetsparti
Under centralkommittén för Tysklands socialistiska enhetsparti, det kommunistiska maktpartiet, lydde:
- Arbetarklassens stridsgrupper, det östtyska hemvärnet

## Försvarsministeriet
Under nationella försvarsministeriet (Ministerium für Nationale Verteidigung) lydde:
- Nationale Volksarmee, Östtysklands krigsmakt
- Gränstrupperna, Östtysklands gränsbevakning
- Civilförsvaret

## Inrikesministeriet
Under inrikesministeriet (Ministerium des Innern) lydde:
- Volkspolizei
- Inrikesministeriets kasernerade förband

## Ministeriet för statssäkerhet
- Stasi
- Wachregiment Feliks Dzierzynski

## Utrikeshandelsministeriet
Under utrikeshandelsministeriet (Ministerium für Außenhandel) lydde:
- Östtyska tullverkets väpnade enheter